# أليكساندر غيليناس
أليكساندر غيليناس هو محامي وسياسي كندي، ولد في 1894، وتوفي في 1961.